# Eleccions federals alemanyes de 1965
Les eleccions federals alemanyes de 1965 se celebraren el 19 de setembre de 1965 per a elegir els membres del Bundestag de la República Federal d'Alemanya.
| ← Eleccions federals alemanyes, 19 de setembre de 1965 → |            |                     |                      |                |                      |                       |
| Partit                                                   | Vots       | Percentatge de vots | Diferència vers 1961 | Total d'escons | Diferència vers 1961 | Percentatge d' Escons |
| Unió Demòcrata Cristiana d'Alemanya (CDU)                | 12.387.562 | 38,0%               | +2,2%                | 196            | +4                   | 39,5%                 |
| Unió Social Cristiana (CSU)                              | 3.136.506  | 9,6%                | +0,1%                | 49             | -1                   | 9,9%                  |
| Partit Democràtic Lliure (FDP)                           | 3.096.739  | 9,5%                | -3,3%                | 49             | -18                  | 9,9%                  |
| Partit Socialdemòcrata (SPD)                             | 12.813.186 | 39,3%               | +3,1%                | 202            | +12                  | 40,7%                 |
| Altres                                                   | 1.186.449  | 3,6%                |                      | 0              |                      | 0,0%                  |
| Totals                                                   | 32.620.442 | 100,0%              |                      | 496            | -3                   | 100,0%                |

## Post-elecció
Ludwig Erhard és el nou canciller amb la coalició de CDU/CSU amb el FPD. El 1966 el FPD deixa la coalició i es forma un nou govern presidit per Kurt Georg Kiesinger (CDU) de coalició amb SPD.